# 천사들의 합창 (2002년 텔레노벨라)
천사들의 합창(¡Vivan los niños!)은 2002년 7월 15일부터 2003년 3월 14일까지 방송되었던 멕시코 라스 에스트레야스의 드라마 작품이다.
국내에서는 2005년에 SBS TV에서 방송되었다.

## 방송 시간
| 방송 채널 | 방송 기간                    | 방송 시간                     |
| --------- | ---------------------------- | ----------------------------- |
| SBS TV    | 2005년 9월 26일 ~ 2006년 3월 | 매주 월요일 ~ 목요일 오후 4시 |

## 한국판 성우진(SBS)
- 김정호
- 차명화
- 이영주
- 김정희
- 성선녀
- 배정미
- 이용순
- 박선영
- 김아영
- 이상범
- 임채헌
- 정미숙